# Достієв Абдулмаджид Салімович
Абдулмаджид Салімович Достієв (10 травня 1946, Таджикистан) — таджицький державний і політичний діяч, дипломат. Надзвичайний і Повноважний Посол Таджикистану в Україні та Росії.

## Біографія
Народився 10 травня 1946 року в Курган-Тюбе Бохтарського району Хатлонської області Республики Таджикистан. У 1974 закінчив Таджицький сільськогосподарський інститут за фахом вчений агроном, а в 1987 році Вищу партійну школу в Ташкенті. Кандидат юридичних наук. Володіє російською та узбецькою мовами.
У 1965—1968 — служба в рядах Збройних силах СРСР.
З 1969 по 1974 — навчався в Таджицькому сільськогосподарському інституті
У 1974—1977 — працював агрономом в управлінні сільського господарства виконавчого комітету Хатлонської області Республіки Таджикистан.
У 1977—1993 — працював на керівних посадах в партійних і господарських органах Хатлонської області Республіки Таджикистан.
У 1993—1995 — Перший заступник Голови Верховної Ради Республіки Таджикистан.
У 1995—2000 — Перший заступник Голови Маджлісі Олі (верхня палата Парламенту) Республіки Таджикистан.
З 2000 по квітень 2007 — Перший заступник Голови Маджлісі Намояндагон Маджлисі Олі (нижня палата Парламенту) Республіки Таджикистан
З квітня 2007 — Надзвичайний і Повноважний Посол Таджикистану в Росії.
З 19.07.2007 — 07.12.2010 — Надзвичайний і Повноважний Посол Таджикистану в Україні за сумісництвом.
03.03.2008 року вручив вірчі грамоти Президенту України Вікторові Ющенку.